# Oneida (Illinois)
Oneida – miasto w Stanach Zjednoczonych, w stanie Illinois, w hrabstwie Knox.